# Корыстова
Корыстова (укр. Користова) — село в Волочисском районе Хмельницкой области Украины.
Население по переписи 2022 года составляло 1055 человек. Почтовый индекс — 31208. Телефонный код — 3845. Занимает площадь 3,6 км². Код КОАТУУ — 6820983601.

## Местный совет
31203, Хмельницкая обл., Волочисский р-н, с. Корыстова